# Anthrax hypoxantha
Anthrax hypoxantha är en tvåvingeart som först beskrevs av Macquart 1840.  Anthrax hypoxantha ingår i släktet Anthrax och familjen svävflugor. Inga underarter finns listade i Catalogue of Life.